# 류재필
류재필(1957년 3월 28일 ~ )은 대한민국의 배우이다.

## 학력
- 서울예술대학 연극과

## 드라마
- 2014년 KBS2 《순금의 땅》
- 2015년 KBS1 《징비록》
- 2015년 KBS2 《별이 되어 빛나리》

## 영화
- 2021년 간이역

## 공연
- 2017년 미스터 옹을 찾아라
- 2020년 유관순 9월의 노래

## 연극
- 2017년 고종, 여명의 빛을 찾아서
- 2019년 석오 이동녕